# 嘉義縣立香林國民中學
嘉義縣立香林國民中學（英語校名：Chiayi County Siang-Lin Junior High School，縮寫SLJH），簡稱香林國中，是嘉義縣阿里山鄉曾經存在過的一所國民中學。

## 校史
- 1964年創校，名為「嘉義縣立北興初級中學阿里山香林分校」，該校於1966年獨立設校為「嘉義縣立香林初級中學」[1]:375。

- 1968年7月，延長九年國民教育，改制為「嘉義縣立香林國民中學」。

- 1974年4月，試辦九年一貫國民教育，與香林國小合併為「嘉義縣立香林國民中小學」。

- 1979年8月，分開設校，復名「嘉義縣立香林國民中學」。

- 2005年7月，因人數過少廢校，與樂野國小合併為阿里山國民中小學。

## 歷任校長
| 任別     | 姓名               | 任期                   |
| -------- | ------------------ | ---------------------- |
| 第一任   | 闕正明（首任校長） | 1968年7月 -- 1973年2月 |
| 第二任   | 黃明禮             | 1973年2月 -- 1975年7月 |
| 第三任   | 陳成豐             | 1975年8月 -- 1980年8月 |
| 第四任   | 陳大埤             | 1980年8月 -- 1982年6月 |
| （代理） | 曹恆達             | 1982年6月 -- 1983年2月 |
| 第五任   | 張再興             | 1983年2月 -- 1986年7月 |
| （代理） | 侯憲章             | 1986年7月 -- 1987年2月 |
| 第六任   | 蔡正松             | 1987年2月 -- 1989年8月 |
| 第七任   | 沈燕誠             | 1989年8月 -- 1992年2月 |
| 第八任   | 江永隆             | 1992年2月 -- 1993年3月 |
| 第九任   | 趙啟蒼             | 1993年3月 -- 1997年2月 |
| 第十任   | 陳俊吉             | 1997年2月 -- 1999年2月 |
| 第十一任 | 陳吉雄             | 1999年2月 -- 2001年8月 |
| 第十二任 | 陳福裕             | 2001年8月 -- 2004年7月 |
| 第十三任 | 張家碩（末任校長） | 2004年8月 -- 2005年7月 |

## 裁撤後續
香林國中遭到裁撤後，阿里山鄉成為嘉義縣唯一沒有國中的鄉鎮，學生轉入番路鄉的民和國中就讀。五年後，嘉義縣政府將的樂野國小改建為阿里山國民中小學，阿里山鄉才又重新擁有國中。
香林國中原址於2006年至2010年間，曾作為體委會高山訓練基地，2011年作為香林國小新校區，香林國小舊校舍闢建為香林休息區。